# Фатимидское завоевание Египта
Фатимидское завоевание Египта произошло в июле 969 года в результате третьего, удачного завоевательного похода армии Фатимидского халифата, которому предшествовали два неудачных — в 914—915 и 919—921 годах — и долгая подготовительная деятельность. Завоевателем Ихшидидского Египта стал полководец Джаухар ас-Сакали, а произошло оно в годы правления четвёртого халифа Аль-Муизза Лидиниллаха.

## Предыстория
Династия Фатимидов пришла к власти в Ифрикии в 909 году. За несколько лет до этого они покинули свой дом в Сирии и направились в Магриб. К тому времени их агенты достигли значительных успехов в обращении берберских племён Кутама в шиитский ислам. Однако их влияние оставалось скрыто как от самих берберов, так и от правящей Ифрикией династии Аглабидов. Лишь когда исмаилитский миссионер Абу Абдаллах аш-Ши'и смог призвать племена к свержению последней, лидер Фатимидов раскрылся и объявил себя халифом и махди с именем Убайдаллах аль-Махди. В отличие от своих предшественников, которые были не против оставаться региональной династией на западных окраинах халифата Аббасидов, Фатимиды придерживались экуменических претензий, заявляя о своём происхождении от Фатимы, дочери пророка Мухаммеда, и Али, четвёртого праведного халифа, они были одновременно и лидерами секты шиитов-исмаилитов, последователи которой считали их имамами, наместниками Аллаха на земле.
В соответствии со своими претензиями на главенство над всей мусульманской общиной после установления господства в Ифрикии Фатимиды начали готовиться к завоеванию Египта, который был «воротами в Левант и Ирак», центр Аббасидского халифата. В 914 году состоялось их первое вторжение под предводительством наследника халифата Абдуллаха аль-Каима Биамриллаха. Он без особого труда взял Киренаику вместе с центральным поселением Баркой, Александрию и оазис Эль-Файюм, но не смог занять столицу страны, Фустат и был отброшен обратно в Ифрикию после прибытия аббасидского подкрепления в 915 году. В 919—921 годах была предпринята вторая попытка завоевания Египта. Аль-Каим вновь без труда захватил Александрию, но ситуация повторилась — Фатимиды, заняв оазис Эль-Файюм, были отброшены при попытке захвата Фустата, а их флот практически полностью уничтожен. После подхода свежих войск Аббасидов аль-Каим был вынужден покинуть Египет и отступить через пустыню в Ифрикию.
Ранние попытки завоевания Египта окончились неудачей в основном из-за чрезмерного расширения логистики Фатимидов и сопутствующей этому неудачи в достижении решающего успеха и захвата Фустата до прибытия аббасидского подкрепления. Тем не менее Барка осталась в руках исмаилитов и была важной передовой базой, из которой можно было за короткие сроки достигнуть Египта. В 930-х годах в Аббасидском халифате начался всеобщий кризис. Фатимиды снова воспользовались положением и вмешались во внутренний конфликт в Египте в середине десятилетия. Они вновь ненадолго оккупировали Александрию, но фактически победителем из этого конфликта вышел Мухаммед ибн Тугдж из тюркской династии Ихшидидов. Он утвердился на посту правителя Египта — изначально якобы от имени Аббасидов, однако де-факто полностью автономно. В ходе своих дальнейших конфликтов с правителями Багдада ибн Тугдж не колеблясь искал поддержки у Фатимидов, даже предлагая династический брак своего сына и одной из дочерей аль-Каима. Однако после того, как Аббасиды признали его законным правителем Египта, ибн Тугдж отозвал своё предложение.
Во второй половине 930-х и в 940-х годах Фатимиды оставили попытки завоевания Египта, поскольку в 943 году на территории Ифрикии вспыхнуло крупномасштабное восстание проповедника хариджизма Абу Язида аль-Хариджи. Оно чуть не привело к краху их режима и оказало колоссальное влияние на дальнейшую судьбу халифата — даже после подавления мятежа в 947 году Фатимидам пришлось потратить значительное время на восстановление своих позиций в Западном Средиземноморье. В эти годы в Египте был относительный мир. После смерти ибн Тугджа в 946 году власть перешла к чернокожему рабу-евнуху Абу-ль-Миск Кафуру, которого султан ранее назначил командующим армией. В течение последующих 20 лет он был серым кардиналом Египта, поскольку фактически правил страной при формальном владычестве эмиров из дома Ихшидидов. В 966 году он и вовсе лично занял престол.

## Египет в 960-х
Во второй трети X века баланс сил изменился в сторону Фатимидов. Пока они укрепляли свою власть в Ифрикии, Аббасидский халифат был ослаблен постоянной борьбой за власть между соперничающими гражданскими и военными фракциями. Постепенно, к 946 году, лишившись своих отдалённых от Багдада провинций, сами Аббасиды стали вассалами шиитской династии Буидов.
Египет при последних правителях династии Ишхидидов впал в состояние анархии и хозяйственного упадка вкупе с напряжённостью на границах. В годы правления султана Абу-ль-Хасан Али ибн аль-Ихшида Нил разливался слабее, нежели обычно, из-за чего в стране возникли перебои с продовольствием, эпидемия чумы, переносимой крысами, и бунты в войсках из-за невыплаты жалования. В 967 году наводнение достигло самого низкого уровня, зарегистрированного за весь ранний исламский период, за которым последовали три года, когда уровень реки оставался значительно ниже нормы. Больше всего от неурядиц пострадала столица страны, Фустат. Когда-то это был самый густонаселённый город исламского мира после центра Аббасидского халифата — Багдада, но во второй половине 960-х он был опустошён голодом и вспышками эпидемий, которые продолжались даже после завоевания страны Фатимидами. Из-за неурожайности уменьшились поступающие в казну налоги, что привело к вынужденному сокращению расходов. Это напрямую затронуло влиятельные религиозные круги: им перестали выплачивать жалование, а также не давали денег на содержание мечетей. К 965 году практически исчезли паломники, которые шли по землям Египта в Мекку, поскольку они не могли закупить продовольствие в ходе длительного перехода.
При личном правлении Кафура произошли масштабное землетрясение, а также набег войск нубийского христианского королевства Макурия. На западе королевства берберы заняли земли провинции вокруг Александрии, а также объединились с бедуинскими племенами Западной пустыни для противостояния войскам Ихшидидов В Сирии растущее недовольство бедуинов правлением султаната привело к антиихшидидскому мятежу, которое совпало со вторжением карматов, последователей исмаилитской секты, которые основались в Бахрейне в восточной части Аравийского полуострова. Они, часто в союзе с бедуинами, совершали набеги на караваны, торговцев и паломников, что направлялись в Мекку. Ихшидиды же были слишком слабы, чтобы противостоять карматам. Из-за этого сухопутные пути из Египта в Месопотамию оказались практически перекрыты. Учёные предполагают, что за некоторыми из этих событий могли стоять фатимидские агенты, хотя и отмечают, что реальных доказательств этому нет.
Ещё одним важным фактором стала успешная экспансионистская политика византийского императора Никифора II Фоки. В годы его правления (963—969) произошло значительное расширение страны за счёт исламского мира: был уничтожен эмират Крит, отвоёваны Кипр и Киликия, а также часть северной Сирии. Реакция Ихшидидов де-факто отсутствовала: Крит был вовсе брошен на произвол судьбы, а незначительный флот, отправленный на помощь Кипру, был разбит византийским в первом же сражении, что оставило побережья Сирии и Леванта беззащитными перед натиском христиан. Жившие в Египте мусульмане требовали объявить джихад и устраивали антихристианские погромы, которые с трудом подавлялись. Фатимидские пропагандисты, работавшие в стране, воспользовались ситуацией, противопоставляя неэффективность Ихшидидов и их де-юре сюзеренов Аббасидов успехам своих господ, которые в то время вели успешное наступление против византийцев на юге Апеннинского полуострова и в глазах верующих выглядели истинными борцами за исламскую веру. Византийское наступление вкупе с постоянными грабежами бедуинов и карматов в центральной Сирии лишило Египет сирийской пшеницы, которая обычно спасала его во время голода.
По мнению востоковеда Пола Уолкера на фоне внутренних проблем и внешних угроз, а также после неуклонного упадка Аббасидского халифата, возможность захвата власти Фатимидами становилась всё более привлекательной перспективой для египтян.

## Падение Ихшидидов
В апреле 968 года скончался не оставивший наследников Кафур. Это парализовало режим Ихшидидов. Визирь Кафура, Джафар ибн аль-Фурат, женатый на принцессе из правящего дома и, возможно, питавший надежды на то, что трон достанется его сыну, попытался контролировать правительство, однако не имел достаточно рычагов для управления государством вне бюрократического аппарата. Армия в тот момент была разделена на несколько враждующих лагерей, которые поддерживали того или иного претендента на престол. Эти фракции первоначально договорились о заключении неформального пакта о распределении власти при номинальном правлении 11-летнего внука почившего султана Абу'л-Фавариса Ахмада ибн Али. Регентом должен был стать его дядя, губернатор Палестины аль-Хасан ибн Убайдаллах, а главнокомандующим — раб Шамул аль-Ихшидид. Но пакт быстро распался поскольку на передний план вышло личное и фракционное соперничество элит. Шамул не обладал какой-либо реальной властью над армией, поэтому сторонники Ихщидидов смогли изгнать сторонников Джафара из Египта. В то же время Ибн аль-Фурат начал арестовывать своих соперников у власти, тем самым фактически остановив работу правительства и, что особенно важно, приток налоговых поступлений. Регент аль-Хасан ибн Убайдаллах прибыл из Палестины в ноябре и занял Фустат, заключив в тюрьму Ибн аль-Фурата. Однако его попытки установить свою власть в Египте потерпели неудачу, и в начале 969 года он покинул столицу и вернулся в Палестину, оставив Египет без правительства.
Согласно израильскому востоковеду Яакову Льву у египетских элит, зашедших в тупик из-за отсутствия правительства, остался лишь один выход — искать помощи в разрешении кризиса извне. А учитывая ситуацию, на тот момент сложившуюся на Ближнем Востоке, это могли быть только Фатимиды, поскольку остальные были или слабы, или открыто враждебны. По сообщениям средневековых источников, фатимидскому хадифу Аль-Муизу Лидиниллаху были отправлены письма как гражданских, так и военных лидеров. Сам халиф в это время полным ходом вёл подготовку к новому вторжению в Египет.

## Подготовка Фатимидов к вторжению
Первые годы правления Аль-Муизза были посвящены расширению владений Фатимидов в западном Магрибе и конфликту с византийцами на Сицилии и в Южной Италии. При этом, по мнению Пола Уолкера, он с самого начала своего правления планировал привести в жизнь планы своих предшественников и покорить Египет. Уже в 965/6 году аль-Муизз начал накапливать провизию и готовиться к новому вторжению. К 965 году его армии под командованием Джаухара ас-Сакали одержали победу над Омейядским Кордовским халифатом, отвоевав завоёванные во время мятежей и смуты регионы западной Мавретании. На Сицилии правители Фатимидов захватили последние византийские твердыни, завершив тем самым завоевание острова, и разбили византийскую экспедицию, отправленную в ответ. После этих успехов в 967 году с Константинополем было заключено перемирие, что дало обеим державам возможность наступления на востоке: византийцам против шиитского эмирата Хамданидов в Алеппо, а фатимидам против Египта. Халиф Фатимидов не скрывал своих амбиций, даже хвастаясь византийскому послу во время переговоров, что в следующий раз они встретятся в Египте.

### Военная подготовка
В отличие от своих предшественников, готовивших экспедиции в Египет излишне поспешно, Аль-Муизз готовился тщательно, вложив большое количество ресурсов. По словам египетского историка XV века аль-Макризи, халиф выделил на вторжение 24 миллиона золотых динаров. Яаков Лев отмечает, что воспринимать эту цифру буквально не стоит, однако она хорошо даёт возможность узнать о количестве ресурсов, которые были доступны халифам. Он отмечает, что тот факт, что Фатимидам удалось накопить такие огромные ресурсы говорит о периоде процветания халифата, чему во многом способствовали налоговые пошлины для караванов, идущих по транссахарскому маршруту — около 400 000 динаров, половина дохода Фатимидского халифата в 951/952 году, были получены только с проходящих через Сиджильмасу маршрутов. Другим важным источником прибыли был импорт высококачественного золота из стран Африки к югу от Сахары. В 968 году халиф объявил о началe взимания дополнительного военного налога в пользу предстоящей экспедиции.
В 966 году Джахуар, только что одержавший победу над противником в Магрибе, был отправлен на родину племён Кутама в Малой Кабилии для вербовки сторонников и сбора средств. В декабре 968 года он вернулся в столицу халифата с полумиллионом золотых динаров и свежими берберскими отрядами. Губернатору Барки было приказано подготовить путь армии в Египет, выкопав на всём пути через пустыню колодцы для питья. Столь тщательная подготовка отражает возросшую стабильность фатимидского режима. По словам Яакова Льва, в ходе первых вторжений в Египет фатимидской армии не хватало дисциплины, и они регулярно терроризировали население. В то же время армия Аль-Мизза была «большой, дисциплинированной и хорошо оплачиваемой». Завоевание Египта было поручено Джаухару, который имел право требовать от войск и правителей по пути в Египет всё, что он считал необходимым. В частности он постановил, что правители городов по маршруту движения армии должны были выходить, спешиваться и целовать ему руку.

### Фатимидская проповедь в Египте
Антиаббасидская в целом и профатимидская в частности проповедь была достаточно широко распространена в исламском мире в X веке. Даже среди приближенных аббасидских халифов и суннитской знати находились сочувствующие исмаилитам. В 904 году будущий первый халиф искал убежище в Египте, тогда управляемым автономной династией Тулунидов, и около года прятался у своих сторонников в его столице Фустате пока в начале 905 года Аббасидам не удалось окончательно восстановить контроль над провинцией. Лидер Фатимидов бежал на запад в Сиджилмасу, а брат Абу Абдаллаха аш-Ши’и остался в городе, где руководил пропагандистской сетью династии.
Уже в 916/917 году, накануне второго вторжения из Ифрикии в Египте действовала как минимум одна крупная ячейка провокаторов и сторонников Фатимидского халифата. В 919 году местный губернатор арестовал несколько человек, который вели переписку с Фатимидами и сообщали им о передвижениях египтян. После провала первых вторжений исмаилиты стали вести ещё более активную пропагандистскую и подрывную деятельность. Как крупный мультинациональный и мультиконфессиональный город, Фустат легко поддавался Фатимидскому давату. Примечательно, что одна такая делегация была публично принята Кафуром, который разрешил её членам остаться в городе и действовать в открытую. Агенты подчёркивали, что после смерти Кафура здесь начнётся новая эра, правление Фатимидского халифата.
Лидер проповедников, богатый торговец Абу Джафар Ахмад ибн Наср поддерживал весьма дружеские отношения с местной элитой, включая ибн Аль-Фурата, и возможно, смог подкупить некоторых из них. Торговцы, которые были особо заинтересованы в восстановлении стабильности и, следовательно, торговых путей, были особо восприимчивы к аргументам ибн Насра. Кроме того, некоторые источники утверждают, что регент султана также находился под влиянием ибн Насра. Когда в Фустате взбунтовались войска, проповедник посоветовал регенту обратиться за помощью к аль-Муиззу и лично доставил письмо на этот счет халифу. Тем временем помощник ибн Насра Джабир ибн Мухаммад организовал проповеди в жилых кварталах города, раздавая фатимидские знамёна с поручением демонстрировать их после прибытия халифа и фатимидской армии. Прововедникам также помогал новообращённый еврей Якуб ибн Киллис, у которого были амбиции стать визирем халифа. В сентябре 968 года он бежал в Ифрикию, где устроился на службу к Аль-Муиззу и помогал ему в изучении Египта. В истеблишмент Ихшидидов проповедники проникли очень глубоко. Аль Муиззу даже писали некоторые тюркские командиры, приглашая завоевать Египет. По словам историка Мариуса Канара, даже аль Фурат проникся проповедью Фатимидов.
Историки XX века подчёркивают важность «умелой политической пропаганды» Фатимидов в Египте, которая предшествовала вторжению. В сочетании с охватившим страну голодом, политическим кризисом режима Ихшидидов, этот период «интенсивной психологической и политической подготовки» оказался даже более решающим, нежели применение военной силы и помог осуществить завоевание страны быстро, без лишних усилий и трудностей. Благоприятствовал вторжению и политический террор, устроенный Ихшидидами в Египте после получения новостей о предстоящем византийском наступлении на север Сирии в 968 году: византийцам тогда удалось захватить большое количество пленных а после и вовсе взять Антиохию.

## Завоевание
26 декабря 968 года Джаухар установил свою палатку в Раккаде после чего под его руководством начала собираться экспедиция на восток. Аль-Муизз почти ежедневно приезжал в постоянно растущий лагерь из ближайшего города с дворцом — Мансурийе. По сообщениям арабских историков численность армии достигала ста тысяч человек. Её должна была сопровождать сильная военно-морская эскадра, однако, вероятно, она всё же не участвовала в завоевании, и военная казна в более чем 1000 сундуков, набитых золотом. 6 февраля 969 года армия выступила из города после официальной церемонии при личном председательстве халифа, в ходе которой он наделил Джоухара всеми необходимыми полномочиями. Только халиф и главнокомандующий остались на лошадях, когда остальные по их приказу спустились на землю и склонили голову. Чтобы ещё больше подчеркнуть его авторитет, Аль-Муизз некоторое время сопровождал армию, а после передал ему шикарные одежды, в которых был в тот день. В Барке к армии присоединился ибн Киллис.
В мае 969 года армия халифата вошла в дельту Нила. Фатимидские войска вновь без промедления заняли Александрию. После этого Джаухар отдал приказ построить укреплённый лагерь в Тарружде на западной границе дельты, недалеко от Александрии, в то время как его авангард направился к оазису Файюм. Войска Фатимидов не встретили никакого сопротивления, и командующий халифата быстро стал хозяином западного берега Нила, от побережья Средиземного моря до Файюма. Затем он остановился, ожидая реакции Египтян.

### Аман Джаухара
Как административный центр страны и её крупнейший город, Фустат был ключом к контролю над всем Египтом. Фатимиды хорошо осознали это на собственном опыте. Во время их прошлых вторжений им удавалось оккупировать значительную часть страны, однако именно их неспособность захватить столицу Египта до подхода основных сил Аббасидов определила исход кампаний. По словам Льва Иакова, успех Мухаммеда ибн Тугджа Ихшидида, ровно как и успех третьего фатимидского вторжения явно показывает, что именно падение Фустата определяет судьбу Египта даже при условии, что большая часть провинций под контролем противника.
В начале июня правящие круги Египта направили к Джоухару делегатов со списком требований, среди которых были гарантии их личной безопасности, сохранения собственности и положения в обмен на сдачу столицы. Фактический правитель султаната и командующий единственным крупным подразделением египетской армии Нихрир аш-Шувайзан потребовал от Джоухара назначение на пост губернатора священных городов. По словам Льва, это требование было с самого начала невыполнимо, поскольку религиозные чувства Фатимидов никогда бы не не позволили бы им поставить в качестве управляющего Мекки и Медины иноверца. В состав делегации входили лидеры семей ашраф — Хусейнид Абу-Джафар Муслим, Хасанид абу-Исмаил аль-Расси и Аббасид Абутайиб, а также главный кади Фустата Абу-Тахир ад-Зухли и главный агент Фатимидов ибн Наср.
В обмен на обещание мирной сдачи страны Джаухар от имени Аль-Муизза издал аман (охранную грамоту) и список обещаний мирному населению страны. Как указывает Лев, он был манифестом, который излагал «политическую программу нового режима», а также частью политической пропаганды халифата. То есть аман оказался попыткой оправдать вторжение необходимостью защиты мусульман от их врагов на восточных границах империи, то есть византийцев, которые подразумевались, но не назывались явно. В грамоте был ряд пунктов, которые рассказывали о том, как улучшится жизнь в Египте при правлении Фатимидского халифата. Это свидетельствует о том, что они в подробностях знали внутреннего состояния страны. В частности они обещали восстановление гражданского порядка, включая прекращение репрессий, обеспечение безопасности маршрутов паломничества и прекращение незаконных сборов, а также улучшение качества чеканки монет. По словам германо-американского востоковеда-шиитоведа Вильферда Маделунга, Джоухар прямо проклял карматов, а обещание защищать караваны он трактует прямое объявление войны. Религиозные классы (проповедники, кади и т. д.) были успокоены обещаниями повышения и стабильной выплаты жалования, а также ремонта старых и постройки новых мечетей.
Это послание заканчивалось подчёркиванием единства ислама и необходимости возвращения к «истинной сунне» пророка Мухаммеда и первых мусульман. Джаухар заявил о том, что у шиитов и суннитов всё же больше общего, нежели различий. За этой формулировкой скрывались истинные намерения халифата, поскольку согласно доктрине исмаилизма именно имам-халиф из рода Фатимидов должен был определять и трактовать «истинную сунну». Достаточно быстро стало очевидно, что в важнейшей теме религиозных обрядов и фикха Фатимиды намерены отдать предпочтение именно этой доктрине. По словам Льва Иакова, это был «убедительно написанный и составленный документ, на доступном языке обращающийся к широким слоям общества».

### Оккупация Фустата
26 июня делегация вернулась в Фустат, привезя с собой письмо Джоухара. Ещё до прибытия послов по стране ползли слухи о том, что военные отказались принять условия амана и решили сражаться, перекрыв переход через Нил. Когда письмо было зачитано публично военные особенно воспротивились ему и даже визирь Ибн Аль-Фурата не смог заставить их подчиниться. Тогда Джаухар объявил, что целью его похода был джихад против Византии, а Египет лишь лежал на его пути. Он отправил к главному кади запрос на подтверждение информации о том, что любой, кто противится этой благой цели — враг веры и может быть убит. Египтяне выбрали аш-Шувайзана общим командиром обеих политических группировок в Египте. 28 июня он, как и его предшественники в ходе двух прошлых вторжений, занял остров Рода и переход через понтонный мост, который соединял Фустат и Гизу на западном берегу Нила. В последней Джаухар уже разбил лагерь.
Дальнейший ход фатимидского завоевания неясен, поскольку источники по разному рассказывают о ходе кампании. Первое сражение произошло 29 числа, однако Джаухар был вынужден отступить. В дальнейшем он пересекал Нил или на лодках, которые ему предоставили дезертировавшие из египетской армии гулямы, или на кораблях, которые захватил Джафар ибн Фаллах, разбив египетский флот, отправленный на помощь Фустату из Нижнего Египта. Используя полученные тем или иным образом корабли, ибн Фаллах отвёл часть фатимидской армии и перебросил её на восточный берег, хотя точно место переправы остаётся неизвестной. По словам Аль-Макризи четыре командира Ихшидидов были отправлены со своими войсками для усиления возможных точек высадки, но войскам Фатимидов всё же удалось пересечь реку. 3 (или 1) июля две армии столкнулись близ Гизы, и в развернувшемся сражении Фатимиды одержали решительную победу. Никаких подробностей не известно, но все силы Ихшидидов, посланные из Гизы, чтобы противостоять Фатимидам, были уничтожены, а часть войск аш-Шувайзана в ходе битвы перешла на сторону Фатимидов. Остальные войска, после разгрома основной армии, бежали в Сирию.

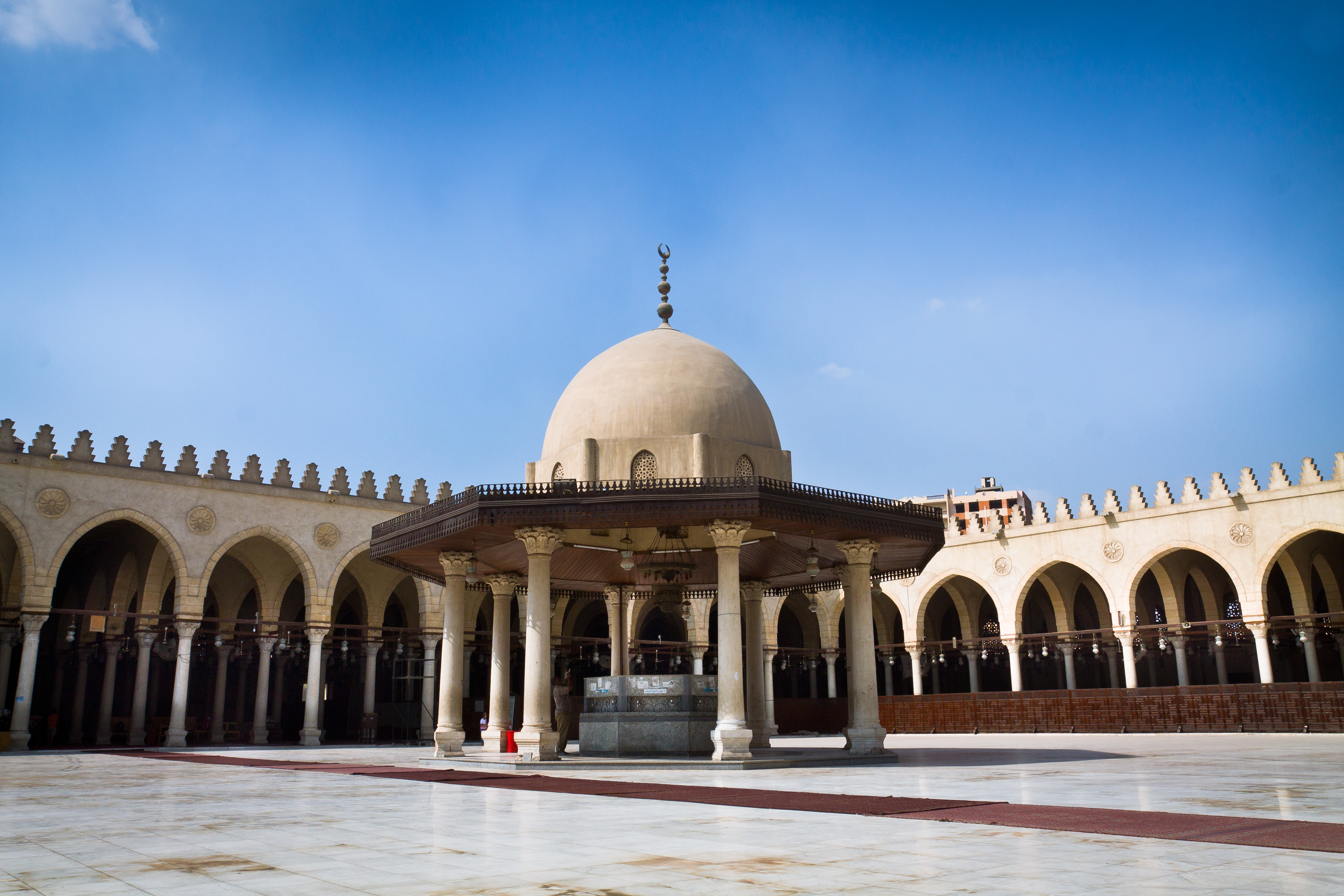
Мечеть Амра ибн аль-Аса

Из-за этих событий Фустат оказался погружён в хаос. В этот момент фатидский проповедник вышел и, вступив в контакт с начальником городской охраны, вывесил над городом белый флаг Фатимидов, пока тот шёл по городу со знаменем халифа в руках, звоня в колокол, неся знамя Аль-Муизза и провозглашая его халифом. Однако из-за сопротивления войск Ихшидидов завоеванию аман оказался аннулирован, благодаря чему город был свободен для разграбления согласно обычаям и законам войны. Однако Джаухан приказал восстановить действие амана, запретив грабить город, однако приказал конфисковать имущество офицеров, которые отказались принимать верховную власть халифа.
6 июля Ибн аль-Фурат и Абу Джафар Муслим в сопровождении ведущих торговцев повели толпу через понтонный мост, чтобы отдать дань уважения Джаухару в Гизе. В тот же вечер армия Фатимидов перешла мост и разбила лагерь примерно в 5 км к северу от города. На следующий день было объявлено о раздаче милостыни, финансируемой за счет сокровищ, которые Джоухар нес с собой: деньги раздавал бедным армейский кади Али ибн аль-Валид аль-Ишбили. Тогда же он выпустил декларацию, в которой утверждал, что его целью было «освобождение Египта из под гнёта Ихшидидов», а также о сохранении и восстановлении свободы вероисповедания и сохранение имущества и земель за подчинившимися воле имама. 9 июля Джоухар провёл пятничную молитву в мечети Амра ибн аль-Аса в Фустате, где суннитский проповедник Алид, одетый в белое и читающий ранее незнакомые ему фразы из записки, читал хутба от имени аль-Муизза.

## Консолидация фатимидской власти

### Погоня за остатками ихшидидской армии и попытка вторжения в Сирию
Остатки ихшидидской армии собрались в Палестине под руководством Аль-Хасана ибн Убайдаллаха. Выше на севере после долгой осады византийцам покорилась Антиохия, а Хамданиды Алеппо стали их вассалами. В связи с этим Джаухар послал на север армию под командованием Джафара ибн Фаллаха чтобы подчинить последние земли, ещё находящиеся под властью Ихшидидов, пообещав при этом объявить джихад Византии.
Фатимиды разбили армию Аль-Хасана в мае 970 года, однако жители Дамаска были взбешены непокорностью солдат племён Кутама и сопротивлялись вплоть до ноября, когда город окончательно капитулировал и был разграблен. Отсюда фатимидские войска направились на север, чтобы осадить Антиохию, однако были остановлены и разбиты армией Византии. В то же время ибн Фаллах столкнулся с нападением карматов, которые объединились с бедуинскими племенами региона. Он потерпел поражение и был убит в августе 971 года, оставив дорогу в Египет открытой.
В то же время в Хиджазе, включая священные города, Фатимиды добились куда более ощутимых успехов — во многом благодаря щедрым дарам, которые присылал Аль-Муизз. В Медине, где господствовали Хусайниды, было велико влияние Абу Джафара Муслима, и хутба был впервые провозглашен именем Фатимидского халифа в 969 или, согласно Ибн аль-Джаузи и Ибн аль-Асиру в 970 году. Хасанид Джафар ибн Мухаммад аль-Хасани, который около 968 года утвердился в качестве правителя Мекки, как говорят, провозгласил хутбу от имени Аль-Муизза, как только до него дошли новости о завоевании Египта, но в то же время Наджм ад-Дин Умар сообщает об отправке совместной экспедиции Фатимидов и Хассанидов Медины в 972 году чтобы заставить Джафара произнести хутбу от имени халифа Фатимидов. Согласно Ибн аль-Джаузи и Ибн аль-Асиру, чтение пятничной молитвы в честь исмаилитского халифа в Мекке началось только в 974 году, в то время как аль-Макризи, полагаясь на утерянные документы Фатимидов, сообщает что это произошло на год позже. Признание господства Фатимидов со стороны правителей Хиджаза, выраженное через наименование халифа Фатимидов в хутбе, и возобновление караванов хаджа с 974/5 г., были значительным толчком к признанию прав династии на власть над всей мусульманской общиной.